# 여성의 권리 옹호
《도덕적 정치적 대상으로서의 구조에 관한 여성의 권리 옹호》(A Vindication of the Rights of Woman with Strictures on Moral and Political Subjects)은 영국의 작가 메리 울스턴크래프트가 1792년에 발간한 책으로 최초의 페미니즘 저서로 꼽히고 있다. 이 책에서 메리 울스턴크래프트는 당대 여성 교육을 거부하는 교육·정치 이론가들에게 대항하며, 여성은 남성과 동등한 교육을 받아야 하며 여성들은 국가에 있어 필수적인 존재라고 역설했다. 여성은 단순한 아내가 아니라, 자녀들을 교육하고 남자의 동반자이기 때문에 여성도 교육을 받을 수 있어야 하며, 여성은 장식물이나 재산이 아니며 남성과 동등한 권리를 가진 인간이라는 점을 강조했다.
울스턴크래프트는 샤를모리스 드 탈레랑페리고르의 1971년 프랑스 제헌국민의회에 대한 보고서를 읽고 이 책을 쓰기로 결심하였다. 국민의회는 여성은 오직 가정에 대한 교육만 받아야 한다고 주장하였고, 울스턴크래프트는 성에 대한 이중 잣대에 대해 공격하고 여성들이 과도한 감정을 탐닉하도록 조장하는 남성을 비판하기 위하여 국민의회에 대한 평론을 활용하였다. 이 책은 현재 진행되고 있는 사건에 대하여 직접적으로 대응하기 위하여 저술되어 이후 더욱 깊이 있는 내용의 2권을 저술하려고 하였으나 완성하기 전에 사망하였다.
울스턴크래프트가 생애의 특정한 영역에서 양성의 평등을 요청하였으나 명확하게 남성과 여성이 동등하다고 주장하지는 않았다. 양성의 평등에 대한 애매한 입장은 울스턴크래프트를 현대적 페미니스트로 분류하기 어렵게 만들었다. 현재 일반적으로 이 책이 순조롭지 않게 수용되었다고 생각되나 윌리엄 고드윈의 《여성의 권리 옹호 저자에 대한 회고》(Memoirs of the Author of A Vindication of the Rights of Woman)의 출판 후에 그랬던 것과 같이 울스턴크래프트가 생전에 비난을 받았다는 믿음에서 발생한 현대의 오해이다. 《여성의 권리》가 1972년 처음 출판되었을 때에는 수월하게 수용되었다.